# Yasujiro Yajima
Yasujiro Yajima  (Japans: 矢島 保治郎, Yajima Yasujirō) (Isesaki, 23 augustus 1882 - Gunma, 13 februari 1963) was een Japans militair.
Tussen 1904 en 1905 vocht Yajima mee in de Russisch-Japanse Oorlog. In 1911 reisde hij vanuit Chengdu naar Tibet en verbleef hij ongeveer een maand illegaal in Lhasa. Daarna moest hij het land verlaten en stak hij de grens over naar Sikkim. Via Calcutta reisde hij met een vrachtschip terug naar Japan en kwam daar in 1912 aan.
Het lukte hem om financiering te krijgen en na een verblijf van twee dagen keerde hij opnieuw terug naar Tibet, dat hij ditmaal via Kalimpong (Sikkim) binnentrok. Met hem reisde ook Bunkyō Aoki mee en enkele Japanse zen-monniken die naar Tibet vertrokken voor een meerjarige studie in het Tibetaans boeddhisme.
Ditmaal benoemde de dertiende dalai lama hem op aanraden van legercommandant Tsarong Dasang Dramdül tot instructeur van het Tibetaans leger. In Tibet trouwde hij met de dochter van een rijke koopman. Onder druk van de regering van Brits-Indië verliet hij Tibet en vertrok hij in 1918 met zijn vrouw naar Japan.